# Irizar
För andra betydelser, se Irizar (olika betydelser).
Irizar Group är spansk tillverkare av medel- och långfärdsbussar, som grundades 1889. Den ligger i Ormaiztegi i Baskien, Spanien och hade 3.100 anställda 2008. Irizar var fram till 2008 en del av Mondragón Kooperativt Corporation. Irizar är den marknadsledande tillverkaren av busskarosser i Spanien (med en marknadsandel på över 40%).
Förutom sin huvudsakliga anläggning i Baskien, där det produceras cirka 1.000 karosser per år, har Irizar också fabriker i bland annat i Skhirat (Marocko), Tianjin (Kina), Botucatu (Brasilien), Querétaro (Mexiko), Centurion (Sydafrika) och Tamil Nadu (Indien) (i samarbete med Ashok Leyland och TVS Motors).
Tillsammans har Irizar en produktion på över 3.000 karosser per år. Irizar-koncernen äger också Hispacold, som gör luftkonditioneringssystem för bussar och Masats, tillverkare av automatiserade bussdörrar och ramper. Irizar hade tidigare ett nära samarbete med Scania. Irizar tillverkar även på andra tillverkares plattformar, såsom Irisbus, Volvo och Mercedes-Benz.

## Produkter

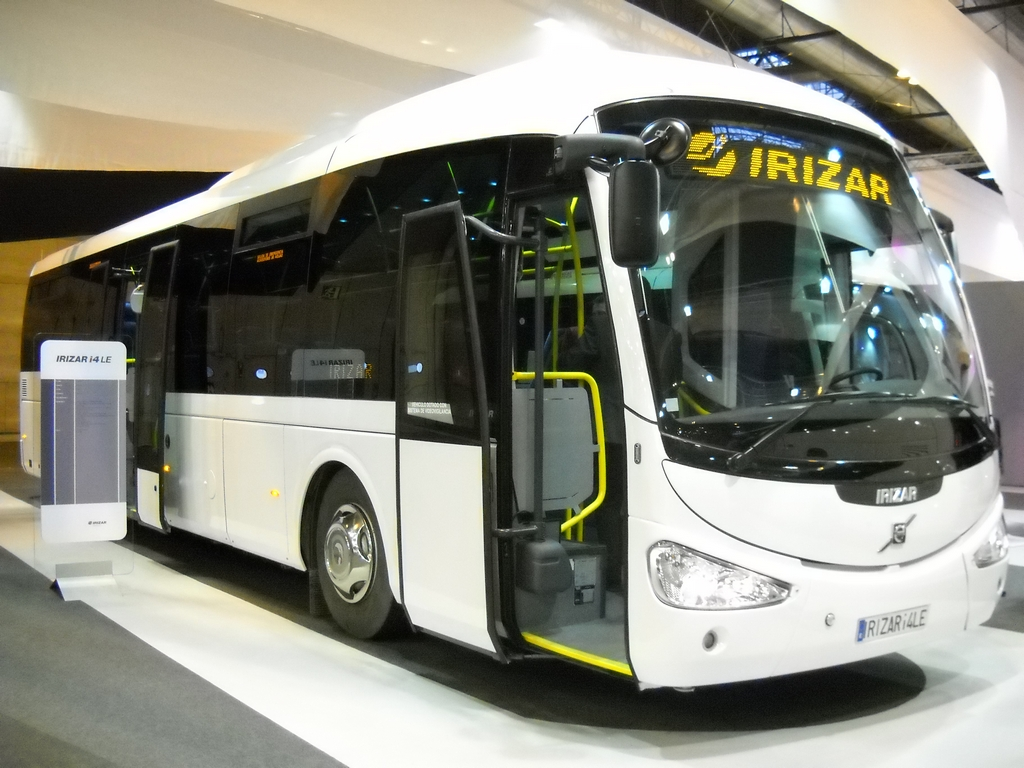
Irizar i4

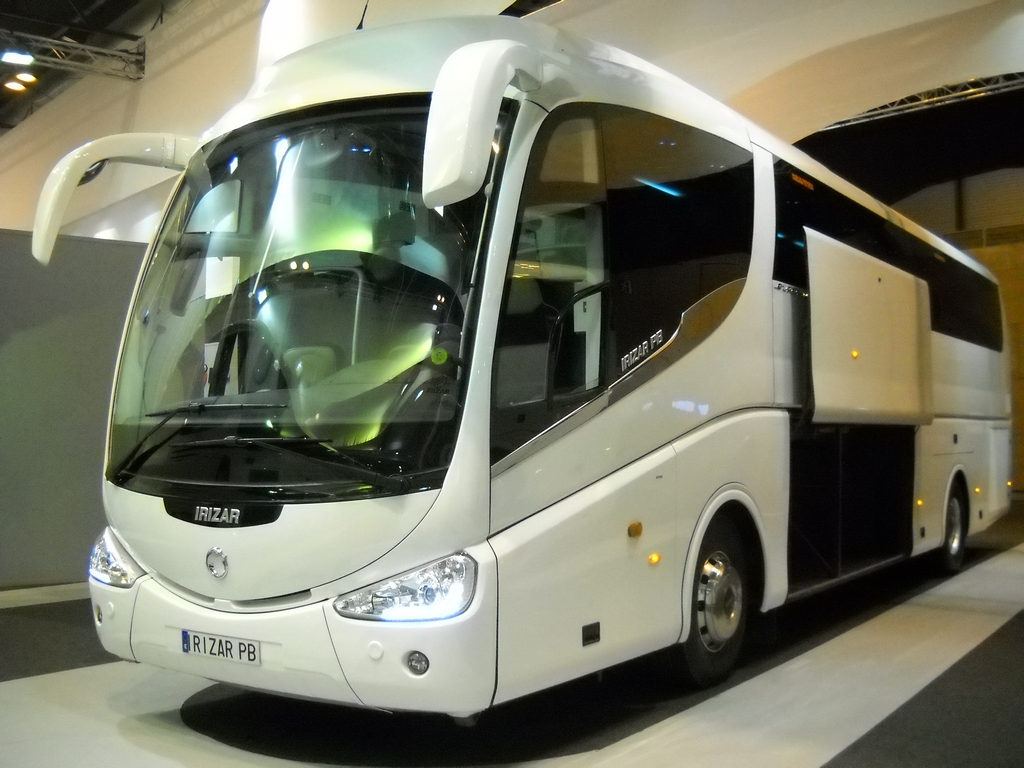
Irizar PB

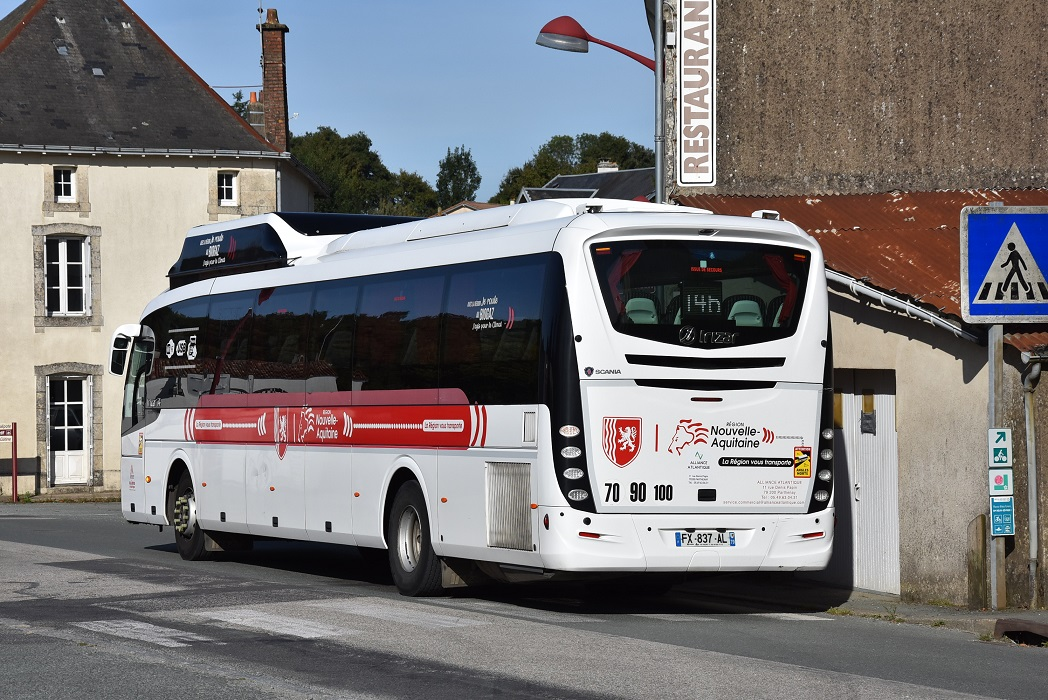
Irizar i4 biogas, Frankrike

För närvarande säljer Irizar fem produktfamiljer:
- Irizar PB: (2001) tillgänglig från 12 till 15 meter lång i två höjder: 3,5 m och 3,7 meter. Detta är en långfärds- och turistbuss. Dess revolutionerande styling ledde till att den med Scania-chassi utsågs till European Coach of the Year 2004.
- Irizar Century: (1991) tillgänglig från 10 till 15 meter lång i två höjder: 3,5 m och 3,7 meter. Detta är en långfärdsbuss till ett lägre pris än Irizar PB. Nu i sin tredje och sista generation. Ska ersättas av i6.
- Irizar i4: (2007) tillgänglig från 10,13 till 15 meter lång, med en höjd av 3,4 meter. Denna är avsedd för medellånga eller långa busslinjer.
- Irizar i4LE: (2007) finns 12,54 meter lång, med en höjd av 3,4 meter. Det är en låggolvsversion av i4, främst till kommunala tjänster (linjer, skolbussar ...) och korta till medellånga avstånd InterCity.
- Irizar i6: (2010) tillgänglig från 12 till 15 meter lång i två höjder: 3,5 m och 3,7 meter. Den är avsedd för långfärds-, eller beställningstrafik.